# Masao Sugiuchi
Masao Sugiuchi (杉内雅男?, Sugiuchi Masao; Miyazaki, 20 ottobre 1920 – Tokyo, 21 novembre 2017) è stato un giocatore di go giapponese.

## Biografia
Imparò il Go fin da giovanissimo e divenne professionista nel 1941. Nel 1959 raggiunse il livello di 9 dan. Raggiunse i migliori risultati della sua carriera tra gli anni '50 e '70, non riuscì ad aggiudicarsi mai uno dei titoli maggiori ma fu più volte sfidante al titolo e presenza fissa delle fasi finali dei maggiori tornei. Nel 2004 divenne il più anziano giocatore a raggiungere l'ottocentesima vittoria da professionista.

## Palmares
| Torneo  | Finalista  |
| ------- | ---------- |
| Attuali | 4          |
| Honinbo | 1954, 1958 |
| Tengen  | 1976       |
| NHK Cup | 1982       |

| Controllo di autorità | VIAF (EN) 65333236 · ISNI (EN) 0000 0000 2353 1235 · LCCN (EN) n81108432 · NDL (EN, JA) 00074677 |